# Свети Георги (Василовци, XX век)
Вижте пояснителната страница за други значения на Свети Георги.
„Свети Георги“ е православна църква в монтанското село Василовци, България, част от Видинската епархия на Българската православна църква.

## История
Църквата е построена в XX век до старата църква „Свети Георги“ от XVII век. В църквата работят дебърски майстори.
Иконостасът в храма е дело на дебърския резбарски род Филипови.
В 2015 година храмът е обновен и на 6 май 2015 година, Гергьовден, митрополит Дометиан Видински извършва чина обновление на храм.